# Éparchie de Moukatchevo
L’éparchie de Moukatchevo (en ukrainien : Мукачівської греко-католицької єпархії ; en latin : Eparchia Munkacsiensis) est une éparchie de l’Église grecque-catholique ruthène (qui est en communion avec l’Église catholique, mais de rite byzantin) située en Ukraine. Son territoire se situe à l’ouest du pays, à peu près équivalent à celui de l’oblast de Transcarpatie ; son siège est à la cathédrale de l’Exaltation-de-la-Sainte-Croix d’Oujhorod. L’éparchie a été érigée le 19 septembre 1771 par le pape Clément XIV. Le siège est actuellement occupé par Teodor Matsapula (en).
L’éparchie est représentée au Conseil des conférences épiscopales d’Europe (CCEE), avec une petite quarantaine d’autres membres ; dont deux autres représentant des territoires ukrainiens : l’un pour la conférence des évêques de rite latin, l’autre pour l’Église grecque-catholique ukrainienne.